# 阿夫里尼
阿夫里尼（法語：Avrigny，法語發音：[avʁiɲi]）是法国瓦兹省的一个市镇，属于克莱蒙区。

## 地理
阿夫里尼（49°22'52"N, 2°34'49"E）面积6.01 平方千米，位于法国上法蘭西大區瓦兹省，该省份为法国北部内陆省份，北起索姆省，西接厄尔省和滨海塞纳省，南至塞纳-马恩省和瓦兹河谷省，东临埃纳省。
与阿夫里尼接壤的市镇（或旧市镇、城区）包括：巴约勒勒索克、舒瓦西-拉维克图瓦尔、埃皮讷斯、大萨西。

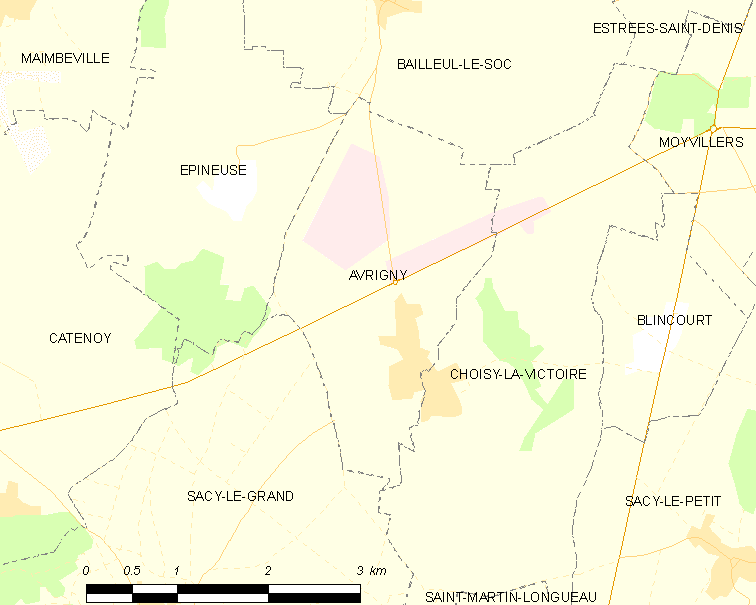
阿夫里尼的OSM定位图

阿夫里尼的时区为UTC+01:00、UTC+02:00（夏令时）。

## 行政
阿夫里尼的邮政编码为60190，INSEE市镇编码为60036。

## 政治
阿夫里尼所属的省级选区为埃斯特雷圣但尼县。

## 人口

1962-2008年间阿夫里尼人口变化图示

阿夫里尼于2022年1月1日时的人口数量为401人。